# Ora Graves
Ora Graves (Las Animas, 6 luglio 1896 – El Cajon, 28 settembre 1961) è stato un militare e marinaio statunitense, decorato con la Medal of Honor durante la prima guerra mondiale.

## Biografia

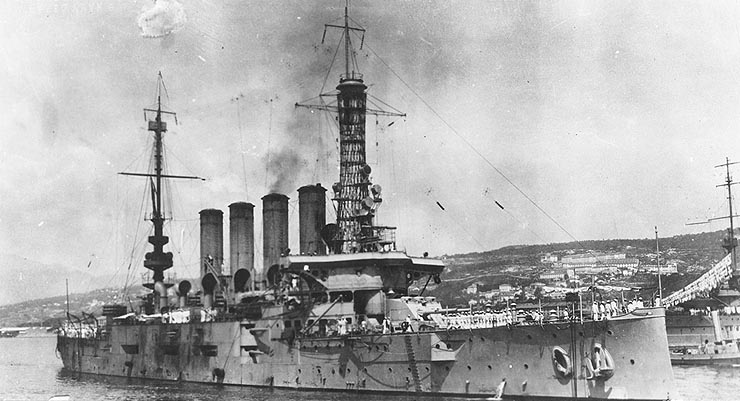
L'incrociatore corazzato Pittsburg.

Nacque a Las Animas, Colorado, il 26 luglio 1896, figlio di Edward e Alice Lauretta Graves. Si trasferì in Nebraska, dove decise di arruolarsi nell'US Navy. Il 23 luglio 1917, si trovava imbarcato a bordo dell'incrociatore corazzato Pittsburgh in navigazione nell'Oceano Atlantico, diretto a Buenos Aires, in Argentina, per una missione diplomatica. Durante la navigazione una carica di saluto da 3 pollici esplose improvvisamente, causando la morte di un marinaio, C.T. Lyles ed egli rimase leggermente ferito. Ripresosi si adoperò subito per spegnere alcune scorie in fiamme presenti sul ponte al fine di impedire la propagazione dell'incendio alla casamatta dove era presente molta polvere da sparo. Per questo fatto fu insignito della Medal of Honor che gli fu conferita a bordo del Pittsburgh il 27 luglio 1918 dal capitano di vascello George B. Bradshaw. Si spense a  El Cajon, California, il 28 settembre 1961, e il suo corpo fu poi tumulato presso il cimitero nazionale di Fort Rosencranz, a San Diego, sezione W, tomba 1208.

### Fonti
1. 1 2 3 4 5  Victoria Cross Online.
2. 1 2 3 4  Congressional Medal of Honor Society.